# Terminal Sud (film)
Terminal Sud (fr. Terminal Sud) – francusko-algierski dramat filmowy z 2019 roku w reżyserii Rabaha Aimeur-Zaïmeche. Zdjęcia kręcono w Nîmes i Grasse.
Film prezentowany był w ramach sekcji Contemporary World Cinema podczas MFF w Toronto.

## Fabuła
Bohaterem tego dramatu o cechach politycznego thrillera jest anonimowy lekarz miejskiego szpitala, wykonujący swój zawód w Algierii rozdartej konfliktem władzy z dysydentami. Będąc świadkiem zabójstwa swego szwagra dziennikarza i otrzymując kilka gróźb śmierci, doktor z wolna popada w depresję i alkoholizm. Nakłaniany przez żonę do wyjazdu z kraju, opiera się temu, uznając za swój obowiązek pozostawanie w służbie innym. Kierując się przekonaniem o misji bezstronnego medyka, pomaga zarówno zbrojnym opozycjonistom, jak i ratując postrzelonego policjanta. Ostatecznie porzuca go żona, a usunięty przez dyrektora szpitala z pracy, zostaje aresztowany przez agentów służby bezpieczeństwa. Przetrzymywany i torturowany w jej siedzibie, zostaje nieprzytomny porzucony na śmietnisku. Tam znajduje go miejscowy przemytnik, który udzielając mu schronienia, przechowuje go i leczy. Ostatecznie lekarz decyduje się na nielegalne opuszczenie kraju i przy cudzej pomocy przedostaje się do portu, skąd odpływa na tankowcu z Terminalu Sud. 

## Obsada
- Ramzy Bedia – lekarz
- Amel Brahim-Djelloul – Hazia, jego żona
- Slimane Dazi – Moh
- Nabil Djedouani – naczelny redaktor
- Narcia Guenif-Souilamas – dziennikarz
- Marie Loustalot – dziennikarka
- Grégoire Pontécaille – dziennikarz
- Zahia Rahmani – dziennikarka
- Djemel Barek – przywódca opozycyjnej grupy zbrojnej
- Jacques Nolot – dyrektor szpitala
- Salim Ameur-Zaïmeche – kierowca autobusu